# Masalia fissifascia
Masalia fissifascia là một loài bướm đêm trong họ Noctuidae.